# قبأ حولي
القبأ الحولي أو قبأ المروج الحولي هو نبات عشبي حولي ينتمي إلى جنس القبأ من الفصيلة النجيلية وينتشر بكثرة في المناطق ذات المناخ المعتدل. اسمه العلمي (باللاتينية: Poa annua). يعتبر أحد نباتات المروج ويستعمل أيضاً كمحصول علفي.
ينتشر أفقياً عن طريق الجذامير ولهذا يعد من أهم نباتات المروج نظراً لقدرته على تغطية الأرض بكثافة.

## البيئة والانتشار
موطن هذا النبات في بلاد الشام وتركيا والقوقاز وكل أوروبا.

صور
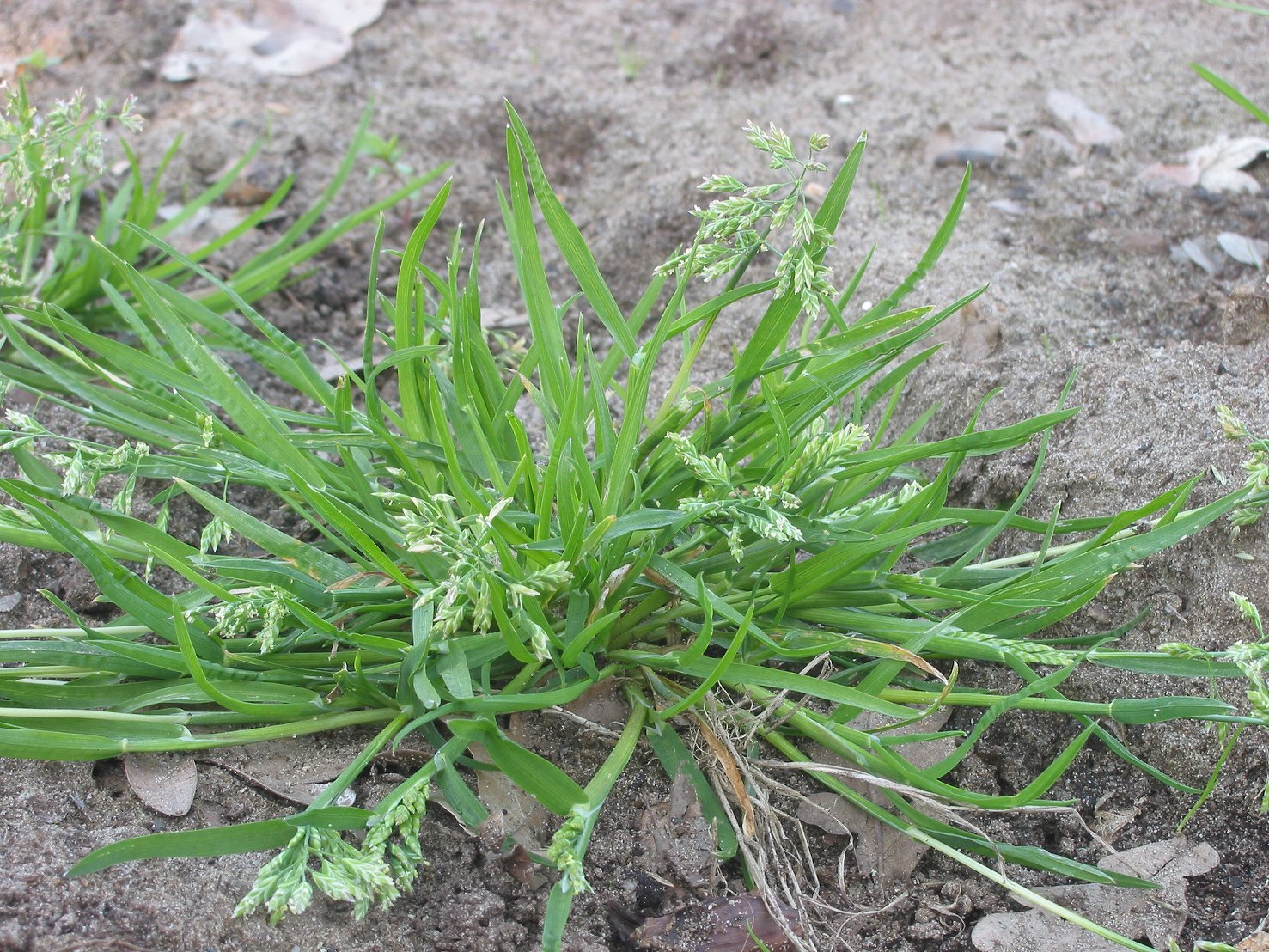
طبيعة النمو
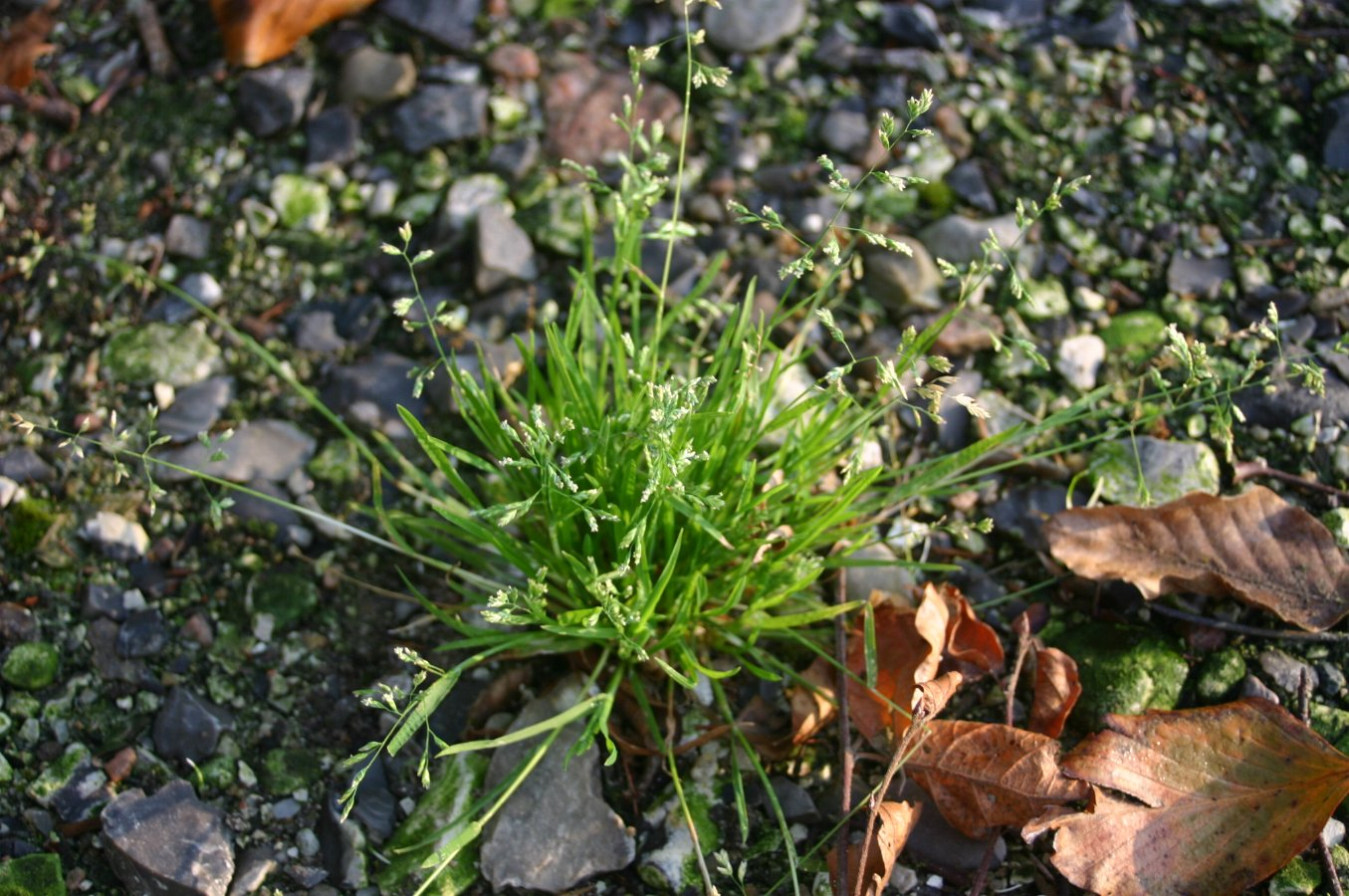
النبات وقت الإزهار
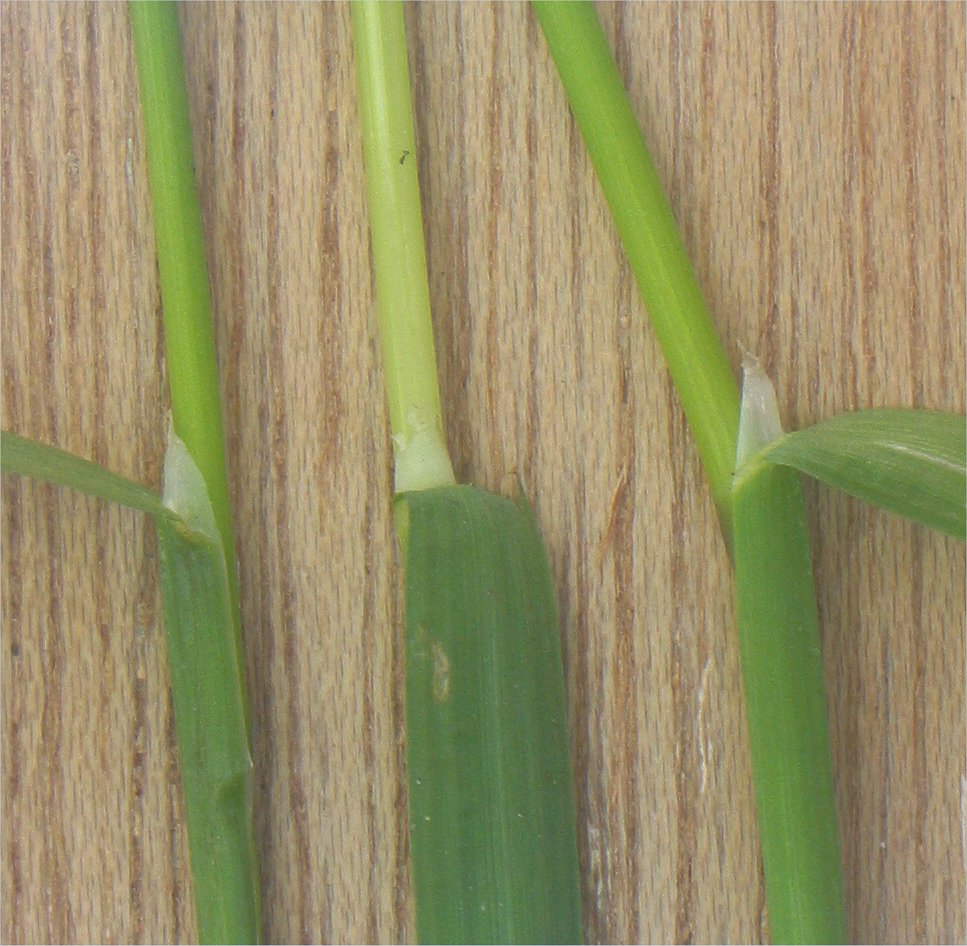
الأذينة فضية ومدببة.
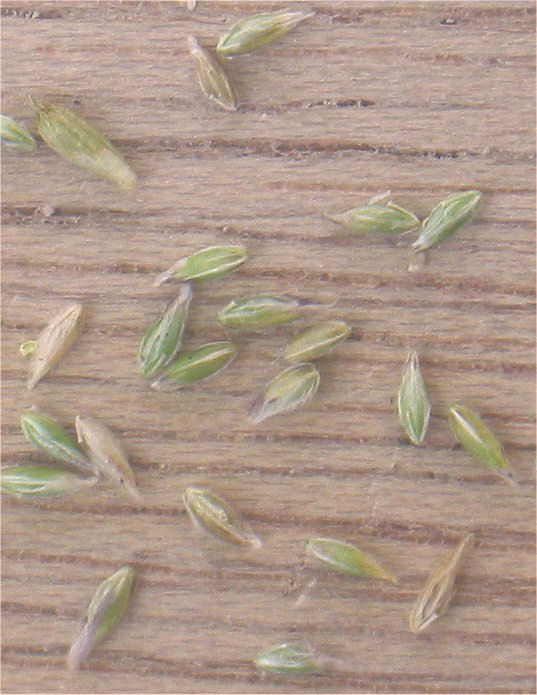
البذور
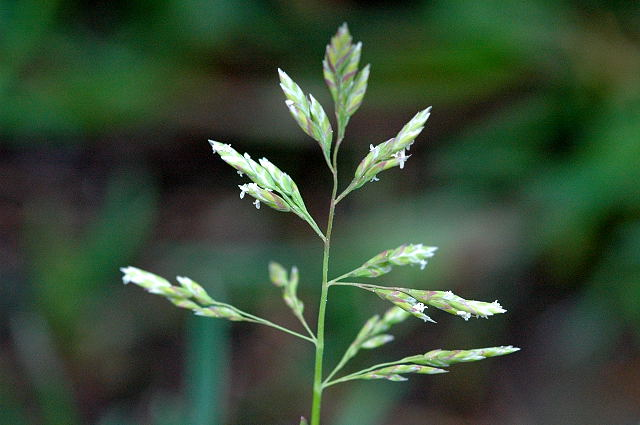
الشمراخ الزهري مفتوح وشكله مثلث
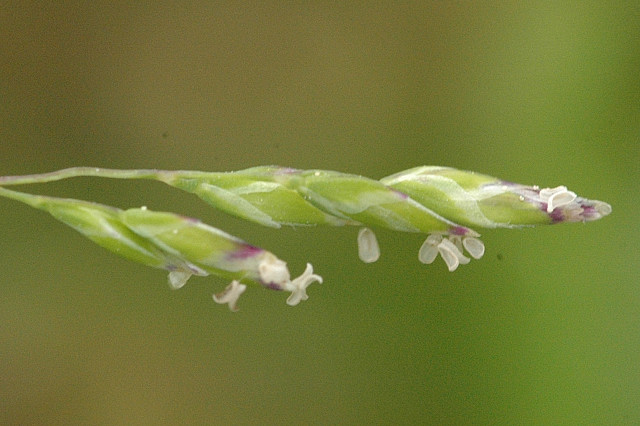
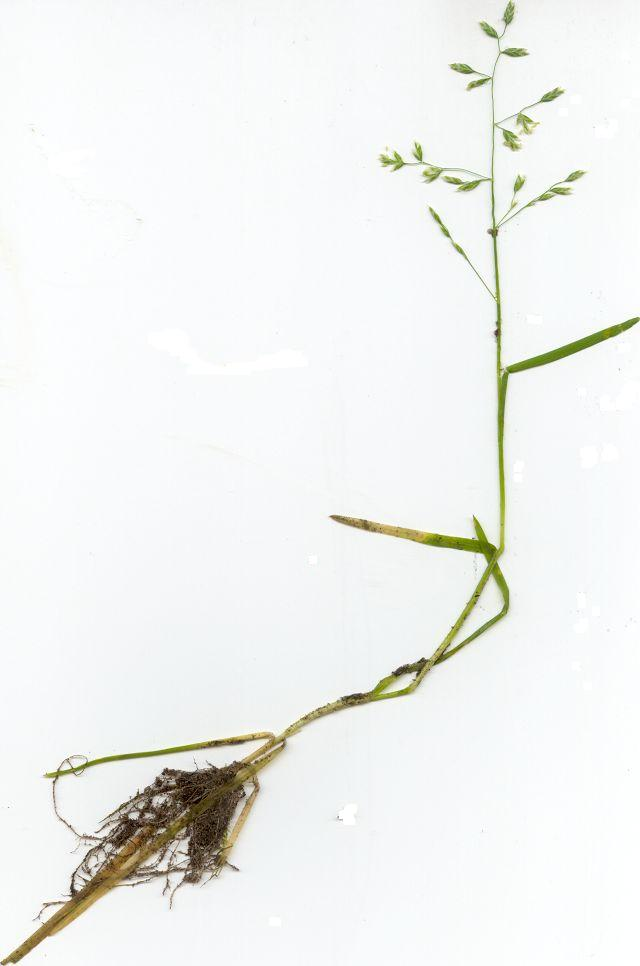

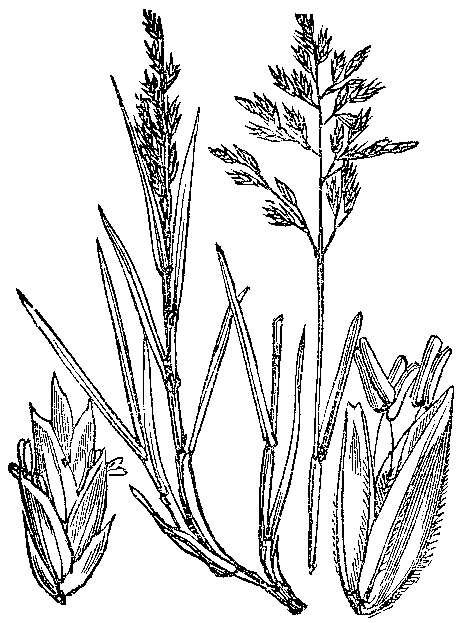
شكل توضيحي لنبات قبأ المروج الحولي

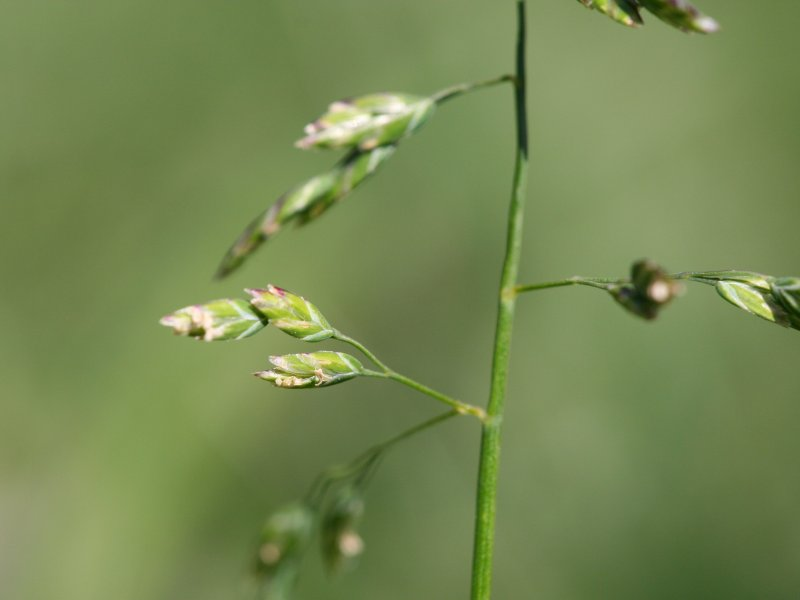
تفاصيل النبات